# 哲林根王朝
策林根家族（德语：Zähringer）是神圣罗马帝国施瓦本地区具有重要影响力的贵族世家。该王朝得名于布赖斯高的弗赖堡附近的策林根城堡。12世纪时期，策林根家族以策林根公爵（Herzog von Zähringen）为称号，此头衔源于1098年将施瓦本公爵之位让渡给霍亨斯陶芬家族后获得的政治补偿。1127年神圣罗马帝国皇帝授予其勃艮第大法官（Rector Burgundiae）特殊头衔，双重爵位体系持续维系至1218年公爵主支绝嗣。
哲林根家族發源於林堡旁邊北部地區，最早的記錄出現在10世紀末。策林根公国（Herzogtum Zähringen）虽以公爵领为名，但其政治地位始终未能与德意志传统的五大部族公国（萨克森、法兰克尼亚、施瓦本、巴伐利亚、洛塔林吉亚）比肩。该家族曾试图将施瓦本与勃艮第的领地整合为正式公国，然而1130年代与韦尔夫家族的世仇导致其扩张进程受阻。为实现领土抱负，策林根家族在黑森林两侧及瑞士高原西部广建城市与修道院作为战略支点。1218年主支断绝后，部分领地被皇帝收归成为帝国直辖采邑，其余领土由基堡、乌拉赫与菲尔斯滕贝格三大家族瓜分继承。

## 历史
策林根家族可追溯至962年文献首次提及的布赖斯高伯爵贝特霍尔德（卒于982年）。其名讳暗示可能与阿勒曼尼地区的阿哈洛尔芬王朝存在亲缘关系。
贝特霍尔德的曾孙贝特霍尔德二世（即后世所称的策林根初代公爵，约1000-1078年）通过继承与联姻，掌控布赖斯高、图尔高、奥尔滕瑙与巴尔等地的多片领主权。其母系血统与崛起的霍亨斯陶芬家族关系密切。神圣罗马皇帝亨利三世曾许诺授予其施瓦本公爵之位，然1057年亨利遗孀普瓦图的阿格尼丝改立莱茵费尔登伯爵鲁道夫为施瓦本公爵（亨利四世的对立国王）。作为补偿，贝特霍尔德于1061年获授卡林西亚公爵与维罗纳藩侯头衔，但这仅是名义尊号。1073年叙任权斗争期间，贝特霍尔德加入昔日政敌鲁道夫的反叛阵营对抗亨利四世，最终所有爵位均被皇帝剥夺。
其子贝特霍尔德二世（约1050-1111年）继承了父亲的反叛传统，1090年获得莱茵费尔登伯爵鲁道夫之子贝特霍尔德的大量领地（唯伯爵头衔归属韦特尔-莱茵费尔登家族）。史家称其为"施瓦本公爵贝特霍尔德二世"（承袭莱茵费尔登系贝特霍尔德的首位同名公爵）与"策林根家族首领"（追认其父为策林根初代公爵）。该公爵虽沿用策林根之名，却于1091年将主宫从策林根城堡迁至新建的弗赖堡城堡。
1092年，贝特霍尔德二世在与霍亨斯陶芬家族腓特烈一世的竞争中当选施瓦本公爵。至1098年，双方达成和解：贝特霍尔德放弃施瓦本宣称权，专注经营布赖斯高地区，正式启用策林根公爵头衔。其嗣贝特霍尔德三世（卒于1122年）与康拉德（卒于1152年）相继继位。
1127年勃艮第伯爵威廉三世（勃艮第）遇刺后，康拉德与马孔伯爵雷诺三世争夺勃艮第继承权。虽雷诺最终获胜，仍被迫将汝拉山以东大片领地割让康拉德。神圣罗马皇帝洛泰尔三世（洛泰尔二世）遂任命康拉德为勃艮第-阿尔勒王国大法官，此职衔1152年获得确认并由策林根公爵世袭至1218年。尽管该家族常被称为"勃艮第公爵"，但实际法理上的勃艮第公国当时仍属法兰西王国。
康拉德之子贝特霍尔德四世（卒于1186年）1157年在瑞士建立弗赖堡城（今弗里堡），长期随侍皇帝腓特烈一世·巴巴罗萨征战意大利。其子贝特霍尔德五世以铁腕整肃勃艮第贵族，1191年创建伯尔尼城。1218年2月这位末代公爵去世后，策林根主支宣告断绝。该家族还曾长期担任苏黎世高地区的帝国代官。
随着公爵世系消亡，布赖斯高与瑞士境内的大部分领地收归帝国直辖，仅祖传庄园由贝特霍尔德五世姐妹的后裔——自封弗赖堡伯爵的乌拉赫家族与基堡家族分割。不足五十年后基堡家族绝嗣，其庞大领地多数转入哈布斯堡家族囊中。伯尔尼率先取得帝国自由城市地位，弗赖堡等其他城市则历经更长时间才获得同等特权。

## 財產和領土

### 城市
由哲林根家族創立或擴建的城市：
- 在黑森林以西的施瓦本： 弗萊堡（1120年）、奧芬堡（1148年之前）、萊茵河畔諾伊堡（1175年）
- 在黑森林以東的施瓦本：聖彼得（1093年）、維林根（1119年）、布罗因林根（1200年）
- 在勃艮第：萊茵費爾登（1150年）、佛立堡（1157年）、伯恩（1191年）[2]，布格多夫（1175年之前的城堡）、穆爾滕（约1180年）、图恩（约1190年）。